# Перротэн, Анри-Жозеф
Анри-Жозеф Перротэн (Henri Joseph Anastase Perrotin, 19 декабря 1845, Амстердам — 29 февраля 1904, Утрехт) — французский астроном.

## Вклад в науку
Состоял наблюдателем при обсерватории в Тулузе, затем был первым директором обсерватории, построенной Бишофсгеймом около Ниццы. Состоял астрономом астрофизической обсерватории в Мёдоне (Parc de Meudon) около Парижа. Из его работ известны «Observations des taches du Soleil», «Théorie de Vesta»; наблюдения каналов на Марсе, колец Сатурна и т. д. Открыл шесть астероидов:
- (138) Тулуза
- (149) Медуза
- (163) Эригона
- (170) Мария
- (180) Гарумна
- (252) Клементина

## Память
В честь Анри-Жозефа Перротэна назван астероид (1515) Перротэн, открытый Андре Патри в обсерватории Ниццы в 1936 году. В 1988 году Международный астрономический союз утвердил имя Перротэна для 83-километрового кратера на Марсе.